# Elaeocarpus mingendensis
Elaeocarpus mingendensis là một loài thực vật có hoa trong họ Côm. Loài này được Gilli mô tả khoa học đầu tiên năm 1979 publ. 1980.